# Körbecke (Möhnesee)
Körbecke ist der größte Ortsteil und Verwaltungssitz der Gemeinde Möhnesee im Kreis Soest, Nordrhein-Westfalen.

## Geschichte
In der Stiftungsurkunde des Klosters Welver von 1240 wurde unter den Zeugen auch ein Theoderikus de Kurbicke erwähnt. Graf Gottfried IV. verkaufte 1368 die Grafschaft Arnsberg und damit Ort und Amt Körbecke an das Erzstift Köln. Die Stadt Soest hatte dem Erzstift zum Ankauf der Grafschaft 3500 Gulden geliehen. Der Trierer Erzbischof Kuno von Falkenstein, sede vacante auch Administrator von Köln, bestätigte den Soestern die Erbgenossenrechte im Arnsberger Wald und sprach ihnen die Kompetenz eines einfachen Hof- oder Burggerichtes über das Gericht in Körbecke zu. Erzbischof Dietrich II. bestätigte dies 1414. Das Gericht blieb bis zur Aufhebung des Erzstiftes im Jahr 1803 bei Soest und ging dann zusammen mit dem übrigen Herzogtum Westfalen an Hessen-Darmstadt.
Am 1. Juli 1969 wurde Körbecke durch das Soest/Beckum-Gesetz in die Gemeinde Möhnesee eingegliedert.

## Tourismus

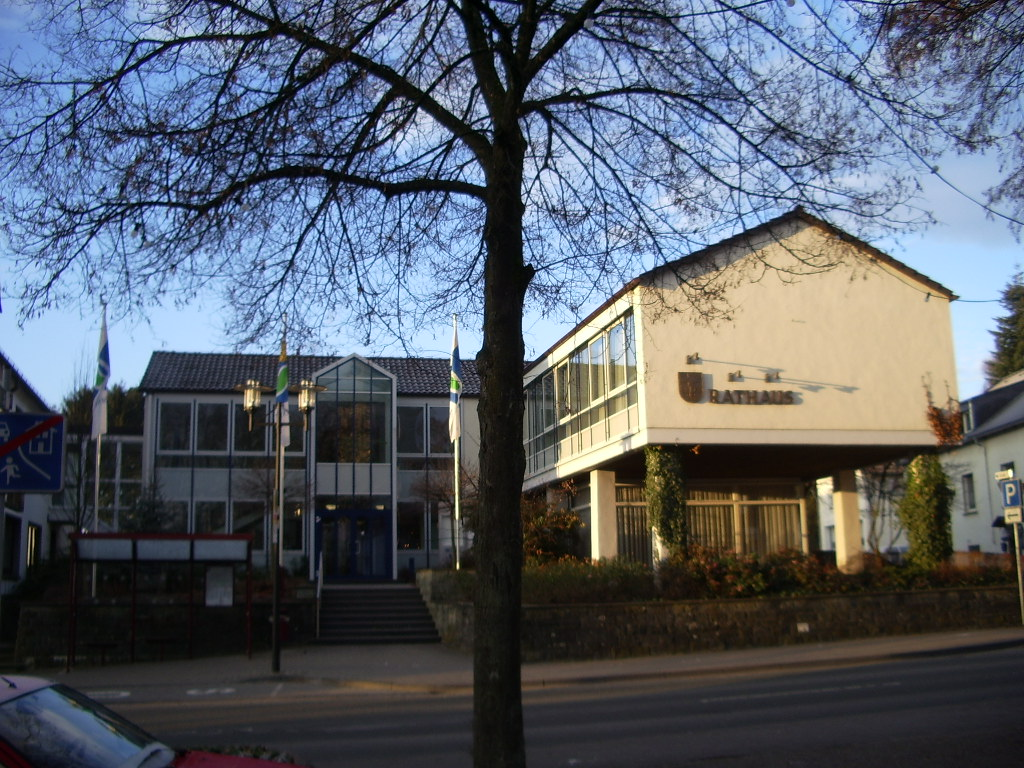
Rathaus der Gemeinde Möhnesee in Körbecke

Körbecke besitzt eine Strandpromenade und einen Freizeitpark; dem Brückenweg benachbart ist ein Campingplatz (nur für Dauergäste). Die Gemeinde bietet viele Möglichkeiten der Erholung und Freizeitgestaltung. Des Weiteren befindet sich hier die Dr.-Becker-Klinik Möhnesee, eine Klinik für psychosomatische und kardiologische Rehabilitation.
Körbeckes Südrand, welcher auf der Körbecker Brücke (Fußgängerbrücke) über den Möhnesee erreichbar ist, hat direkten Zugang zum Naturpark Arnsberger Wald. Am Waldrand befindet sich eine der größten Jugendherbergen Deutschlands.

## Kirche St. Pankratius
Die katholische Kirche St. Pankratius hat wertvolle Altar-Schnitzarbeiten aus dem 18. Jahrhundert von dem jahrzehntelang in Körbecke tätigen Schnitzer- und Bildhauermeister Heinrich Stütting aus dem Sauerland, dessen großer Alkoholbedarf und Schuldenmachen heute noch in „Vertellekes“-Geschichten durchs Dorf gehen.

## Persönlichkeiten
- Gottschalk Hollen (um 1411–1481), Augustinerprediger in Osnabrück
- Aloys Feldmann (1897–1965), Politiker (CDU)
- Jupp Balkenhol (1929–2018), Lehrer und niederdeutscher Autor
- Willi Lenz (* 1950), Geschäftsführer und Sportfunktionär
- Marina Steindor (* 1957), Politikerin (Bündnis 90/Die Grünen)